# Том Ханкс
Том Ханкс (на английски: Tom Hanks) е американски актьор и режисьор, два пъти носител на Оскар, който играе значими роли в популярни и добре приети от критиката филми. Героите, чиито роли изпълнява, варират от уязвимия „Форест Гъмп“ в едноименния филм, вдъхновяващия герой във „Филаделфия“ до упорития командир в „Аполо 13“. В общи линии Ханкс е известен заради способността си да придава на героите си топлина. Пример за това са играта му в романтичната комедия „Безсъници в Сиатъл“, както и неуспехът му да изиграе ролята на гангстер в „Път към отмъщение“.
Ханкс е един от най-търсените актьори в Холивуд. Към 2012 г. филмите с негово участие са генерирали приходи от над 4,2 млрд. долара само на американския пазар и повече от 8,5 млрд. по света, което го нарежда на челно място във филмовата индустрия в това отношение.
За ролята на болния от СПИН Андрю Бекет във филма „Филаделфия“ Том Ханкс е награден през 1994 г. с Оскар за най-добър актьор. Само година по-късно получава втория си Оскар за ролята на умствено изостаналия Форест Гъмп в едноименния филм. Два последователни Оскара в категорията най-добър актьор преди Том Ханкс е успял да получи само актьорът Спенсър Трейси.

## Биография

### Ранни години
Том Ханкс е роден на 9 юли 1956 г. в град Конкорд, Калифорния, САЩ. Баща му, Амос Мефорд Ханс, е пътуващ готвач с британски произход, а неговата майка, Джанет Мерилин, работи в болница. Нейният произход е от Португалия, като фамилията на нейното семейство е Фрага. Родителите му се развеждат през 1960 г., като Ханкс заедно с брат си, Лари, и сестра си, Сандра, отиват да живеят с баща си, докато най-малкото дете на фамилията, Джим, остава при майка си. По-големият му брат е професор по ентомология в Илинойския университет, а по-малкият е актьор и продуцент.
Следва в театралния департамент на Калифорнийския щатски университет в Сакраменто. По време на ученическите си години Ханкс не изпъква сред своите ученици и рядко прави впечатление на своите учители. Пред списание „Ролинг Стоунс“ той споделя: „Аз бях от непопулярните деца. Бях ужасно, а дори и болезнено срамежлив. В същото време обаче аз бях човекът, който подхвърляше забавни реплики, докато гледахме филми в клас. Не съм има проблеми или неприятности. Аз винаги бях добро, послушно и разумно момче.“ Той участва в училищни постановки, измежду които South Pacific, по време на обучението си в гимназията „Скайлайн“ в Оукланд, Калифорния Ханкс се записва да учи актьорско майсторство в колежа „Chabot“ в Хейуърд, Калифорния, а след две години се премества в Държавния калифорнийски университет.
В студентските си години Ханкс се запознава Винсънт Даунинг, директор на театралния фестивал „Great Lake“ в Кливланд, Охайо. След предложение от него Том Ханкс участва като стажант в представленията. Стажът му продължава три години, като по време на престоя си актьорът се запознава с почти всички аспекти на театралните продукции: осветление, декори и организация на постановките. Впоследствие това се оказва една от причините той да прекъсне следването си в университета. По това време той е удостоен с наградата за най-добър актьор на Асоциацията на критиците в Кливланд за превъплъщението му в Протей в шекспировата комедия „Двамата веронци“ през 1978 г. Това е едно от малкото участия на Том Ханкс, в които той играе ролята на злодей.

### Личен живот
От 1978 г. Ханкс е женен за американската актриса Саманта Люъс (1952 – 2002) (на английски: Samantha Lewes). Съвместният им живот продължава до 1987 г., когато се развеждат. От първия си брак Ханкс има син и дъщеря, Колин Ханкс (на английски: Colin Hanks)(роден през 1977 г.), който е актьор, и Елизабет Ан (на английски: Elizabeth Ann) (родена през 1982 г.).
През 1988 г. Ханкс сключва брак с актрисата Рита Уилсън (на английски: Rita Wilson), която е от българо-гръцки произход, но държи повече на гръцките си корени. Нейното рождено име е Маргарита Ибрахимова, а баща ѝ, Хасан Халилов Ибрахимов, е помак, родом от село Брещене. Двамата първоначално се срещат по време на снимките на телевизионното шоу „Bosom Buddies“, но връзката им започва при заснемането на историческия филм „Доброволци“. Том и Рита имат двама сина: Честър Марлон (роден през 1990 г.), който има дребна роля по време на студентските си години в Индиана Джоунс и кралството на кристалния череп, и Труман Теодор (роден през 1995 г.).
Ханкс има двойно гражданство – американско и гръцко. Той е православен християнин, енориаш и попечител на гръцката православна църква Saint Sophia в Лос Анджелис.

### Други дейности
Ханкс подкрепя програмата за човешки полети в космоса на НАСА и е член на National Space Society. Той споделя, че като малък е мечтаел да стане космонавт, но, както сам казва, не е имал нужните математически познания. Актьорът е част от продуцентския екип на минисериала на HBO От Земята до Луната (на английски: From the Earth to the Moon), проследяващ експедициите на програмата „Аполо“ за изпращане на хора до Луната през 60-те и началото на 70-те години на ХХ век.
Том Ханкс участва в написването на сценария и продуцирането на „Великолепна пустош: ходене по Луната 3D“ (на английски: Magnificent Desolation: Walking on the Moon 3D), IMAX продукция за кацанията на Луната. Ханкс озвучава и премиерата на шоуто Passport to the Universe в планетариума „Хайдън“, намиращ се в Американския музей по естествена история в Ню Йорк.
През 2006 г. Американската комическа фондация удостоява Ханкс с наградата „Дъглас Мороу“, която се присъжда ежегодно на личности или организации, които имат съществен принос за повишаване на осведомеността на обществото за космическите програми.
През юни 2006 г. Ханкс е приет за почетен член на „Залата на славата“ на рейнджърите от американската армия, в знак на признателност към негово въплъщение в ролята му на капитан Джон Милър във филма Спасяването на редник Райън. Въпреки че не успява да присъства на церемония за приемането му, той е първият актьор, удостоен с подобна чест.
На името на актьора е кръстен астероидът 12818 Tomhanks, открит през 1996 г. от наблюдателя Кит Пийк.

## Филмография
| година | филм                        | оригинално заглавие                     | роля                         | бележки |
| ------ | --------------------------- | --------------------------------------- | ---------------------------- | --- |
| 1980   |                             | He Knows You're Alone                   | Елиът                        | |
| 1982   |                             | Mazes and Monsters                      | Роби Уилинг                  | телевизионен филм |
| 1984   | Плясък                      | Splash                                  | Алън Бауър                   | |
| 1984   | Ергенско парти              | Bachelor Party                          | Рик Гаско                    | |
| 1985   | Мъжът с червената обувка    | The Man with One Red Shoe               | Ричард Харлан Дрю            | |
| 1985   | Доброволци                  | Volunteers                              | Уорънс Уотли Борн III        | |
| 1986   | Евтиното е скъпо            | The Money Pit                           | Уолтър Филдинг – младши      | |
| 1986   | Нищо общо                   | Nothing in Common                       | Дейвид Баснър                | |
| 1986   | Всеки път си казваме сбогом | Every Time We Say Goodbye               | Дейвид Брадли                | |
| 1987   | Клопка                      | Dragnet                                 | Пеп Стрийбек                 | |
| 1988   | Голям                       | Big                                     | Джош Баскин (като възрастен) | - Златен глобус за най-добър актьор в мюзикъл или комедия. - Сатурн за най-добър актьор. - номинация – Оскар за най-добра мъжка роля.                                                                                      |
| 1988   | Смешки                      | Punchline                               | Стъвън Голд                  | |
| 1989   | Търнър и Хуч                | Turner & Hooch                          | детектив Скот Търнър         | |
| 1989   | Краен квартал               | The 'Burbs                              | Рей Питърсън                 | |
| 1990   | Джо срещу вулкана           | Joe Versus the Volcano                  | Джо Банкс                    | |
| 1990   | Клада на суетата            | The Bonfire of the Vanities             | Шърман Маккой                | |
| 1992   | Тяхната собствена лига      | A League of Their Own                   | Джими Дюган                  | |
| 1992   |                             | Radio Flyer                             | Майк (като възрастен)        | |
| 1993   | Безсъници в Сиатъл          | Sleepless in Seattle                    | Сам Болдуин                  | - номинация – Златен глобус за най-добър актьор в мюзикъл или комедия. |
| 1993   | Филаделфия                  | Philadelphia                            | Андрю Бекет                  | - Оскар за най-добра мъжка роля. - Златен глобус за най-добър актьор в драматичен филм. |
| 1994   | Форест Гъмп                 | Forrest Gump                            | Форест Гъмп                  | - Оскар за най-добра мъжка роля. - Златен глобус за най-добър актьор в драматичен филм. - номинация – Награда на БАФТА за най-добър актьор в главна роля. - номинация – Сатурн за най-добър актьор.                        |
| 1995   | Аполо 13                    | Apollo 13                               | Джеймс Ловел                 | |
| 1995   | Играта на играчките         | Toy Story                               | Уди (глас)                   | анимационен филм |
| 1996   | Музиката, която правиш      | That Thing You Do!                      | господин Уайт                | още сценарист и режисьор |
| 1998   | Спасяването на редник Райън | Saving Private Ryan                     | капитан Джон Милър           | - Емпайър за най-добър актьор. - номинация – Оскар за най-добра мъжка роля. - номинация – Златен глобус за най-добър актьор в драматичен филм. - номинация – Награда на БАФТА за най-добър актьор в главна роля.           |
| 1998   | Имате поща                  | You've Got Mail                         | Джо Фокс                     | |
| 1999   | Играта на играчките 2       | Toy Story 2                             | Уди (глас)                   | анимационен филм |
| 1999   | Зеленият път                | The Green Mile                          | Пол Еджкомб                  | |
| 2000   | Корабокрушенецът            | Cast Away                               | Чък Ноланд                   | - Златен глобус за най-добър актьор в драматичен филм. - номинация – Оскар за най-добра мъжка роля. - номинация – Награда на БАФТА за най-добър актьор в главна роля.                                                      |
| 2002   | Път към отмъщение           | Road to Perdition                       | Майкъл Съливан – старши      | - номинация – Сателит за най-добър актьор в драматичен филм. - номинация – Емпайър за най-добър актьор. |
| 2002   | Хвани ме, ако можеш         | Catch Me If You Can                     | агент на ФБР Карл Хенрети    | |
| 2004   | Терминалът                  | The Terminal                            | Виктор Новорски              | |
| 2004   | Убийците на старата дама    | The Ladykillers                         | професор Дор                 | |
| 2004   | Елвис току-що си тръгна     | Elvis Has Left the Building             |                              | |
| 2004   | Полярен експрес             | The Polar Express                       | (глас)                       | анимационен филм |
| 2006   | Шифърът на Леонардо         | The Da Vinci Code                       | Робърт Лангдън               | |
| 2006   | Колите                      | Cars                                    | (глас)                       | анимационен филм |
| 2007   | Семейство Симпсън: Филмът   | The Simpsons Movie                      | себе си (глас)               | анимационен филм |
| 2007   | Войната на Чарли Уилсън     | Charlie Wilson's War                    | Чарлз Уилсън                 | - номинация – Златен глобус за най-добър актьор в мюзикъл или комедия. |
| 2008   | Великият Бък Хауърд         | The Great Buck Howard                   | господин Гейбъл              | |
| 2008   | Мама Миа!                   | Mamma Mia!                              |                              | продуцент |
| 2009   | Ангели и демони             | Angels & Demons                         | Робърт Лангдън               | |
| 2009   |                             | The National Parks: America's Best Idea | (глас)                       | документален филм |
| 2009   | Където бродят дивите неща   | Where the Wild Things Are               |                              | продуцент |
| 2010   | Играта на играчките 3       | Toy Story 3                             | Уди (глас)                   | анимационен филм |
| 2011   | Лари Краун                  | Larry Crowne                            | Лари Краун                   | още сценарист, режисьор и продуцент |
| 2011   |                             | Hawaiian Vacation                       | Уди (глас)                   | кратък анимационен филм |
| 2011   | Ужасно силно и адски близо  | Extremely Loud and Incredibly Close     | Томас Скел – младши          | |
| 2012   | Облакът Атлас               | Cloud Atlas                             | Хенри Гус                    | |
| 2013   | Капитан Филипс              | Captain Phillips                        | капитан Ричард Филипс        | - номинация – Награда на БАФТА за най-добър актьор в главна роля. - номинация – Златен глобус за най-добър актьор в драматичен филм. - номинация – Сателит за най-добър актьор. - номинация – Емпайър за най-добър актьор. |
| 2013   |                             | Toy Story of Terror                     | Уди (глас)                   | телевизионен анимационен филм |
| 2013   | Спасяването на мистър Банкс | Saving Mr. Banks                        | Уолт Дисни                   | - номинация – Сателит за най-добър актьор в поддържаща роля. |
| 2015   | Мостът на шпионите          | Bridge of Spies                         | Джеймс Б. Донован            | |
| 2015   |                             | Ithaca                                  | г-н Маколи                   | |
| 2016   |                             | A Hologram for the King                 | Алън                         | |
| 2016   | Съли: Чудото на Хъдсън      | Sully                                   | Чесли Сълънбъргър            | |
| 2016   | Ад                          | Inferno                                 | Робърт Лангдън               | |

### Режисьор
- 1998 – „От Земята до Луната“, епизод „Можем ли да го направим?“ (също и продуцент)
- 2001 – „Братя по оръжие“, епизод „На кръстопът“ (също и продуцент заедно със Стивън Спилбърг)
- 2011 – „Лари Краун“